# Wordy Rappinghood
Wordy Rappinghood is de debuutsingle van de Amerikaanse new wave-band Tom Tom Club.
Het nummer is geschreven door het koppel Tina Weymouth en Chris Frantz en was de eerste activiteit van Tom Tom Club, een zijproject van Talking Heads, waar Wemouth en Frantz samen met David Byrne en Jerry Harrison de oprichters van waren.
Het is afkomstig van het album Tom Tom Club uit 1981. Het nummer werd in dat jaar in Europa  op single uitgebracht en in het voorjaar van 1982 ook in de Verenigde Staten. De Europese single had een alternatieve versie van het nummer, "Wordy Rappinghood (You Don't Ever Stop)", als B-kant en de Europese 12-inch had "Elephant" als B-kant. De Amerikaanse single had "Spooks" als B-kant.
De tekst gaat over de vele mogelijke betekenissen van woorden, waarbij één regel in het Frans wordt gezongen. Ook zijn er enkele fragmenten van andere bekende liedjes te horen.
Het werd een grote hit in veel Europese landen en het behaalde de eerste plek in de Vlaamse Ultratop 50 en de tweede plek in de Nederlandse Top 40. Ook in Frankrijk, Ierland, Spanje en het Verenigd Koninkrijk werd de top 10 behaald. In Amerika werd de reguliere singleslijst niet gehaald, maar werd wel de toppositie gehaald in de Disco Top 80.

## NPO Radio 2 Top 2000
| Nummer met noteringen in de NPO Radio 2 Top 2000 | '99  | '00  | '01  | '02  | '03-'08 | '09  |
| ------------------------------------------------ | ---- | ---- | ---- | ---- | ------- | ---- |
| Wordy Rappinghood                                | 1416 | 1237 | 1442 | 1704 | -       | 1990 |

1. ↑  Een '-' betekent dat het nummer niet was genoteerd en een vetgedrukt getal geeft de hoogste notering aan.
2. ↑  Deze tabel is bijgewerkt tot en met de laatste editie (2024).

## Varia
- SD Worx heeft later een klein stukje van het nummer gebruikt in een reclamespotje, met de nieuwe tekst "SD Worx works".